# 13070 Seanconnery
13070 Seanconnery eller 1991 RO2 är en asteroid i huvudbältet som upptäcktes den 8 september 1991 av den belgiske astronomen Eric W. Elst vid Haute-Provence-observatoriet. Den är uppkallad efter den skotske skådespelaren Sean Connery.
Asteroiden har en diameter på ungefär 1 kilometer.